# Elaphoglossum tovarense
Elaphoglossum tovarense är en träjonväxtart som först beskrevs av Georg Heinrich Mettenius och Oskar Kuhn, och fick sitt nu gällande namn av Thomas Moore. Elaphoglossum tovarense ingår i släktet Elaphoglossum och familjen Dryopteridaceae. Inga underarter finns listade.